# St. Louis-San Francisco Railway
La St. Louis-San Francisco Railway (marchio di segnaletica SLSF), nota anche come Frisco, era una ferrovia che operava nel Midwest e negli Stati Uniti Centrali del Sud dal 1876 al 17 aprile 1980. Alla fine del 1970 gestiva 4 547 miglia (7 318 km) di strada su 6 574 miglia (10 580 km) di binari, escluse le filiali Quanah, Acme and Pacific Railway o la Alabama, Tennessee and Northern Railroad; nello stesso anno registrava 12 795 milioni di tonnellate di merci per le entrate e nessun passeggero. Fu acquistata e assorbita dalla Burlington Northern Railroad nel 1980. Nonostante il suo nome, non si avvicinò mai a San Francisco.

## Storia
La St. Louis-San Francisco Railway fu costituita nel Missouri il 7 settembre 1876. Era formata dalla Missouri Division and Central Division della Atlantic and Pacific Railroad. Questa linea di concessione terriera era una delle due ferrovie (l'altra era la M-K-T) autorizzata a costruire attraverso il Territorio indiano. La Atchison, Topeka and Santa Fe Railroad, interessata al diritto di accesso della A&P attraverso il deserto del Mojave in California, prese il percorso finché quello più grande andò in bancarotta nel 1893; i ricevitori mantennero il diritto di accesso ad ovest, ma cedettero il chilometraggio della ATSF alla St. Louis-San Francisco sulle grandi pianure. Dopo la bancarotta, la Frisco emerse come St. Louis and San Francisco Railroad, costituita il 29 giugno 1896, anch'essa fallita. Il 24 agosto 1916 la compagnia fu riorganizzata come St. Louis-San Francisco Railway, anche se la linea non andò mai ad ovest del Texas, terminando a più di 1 000 miglia (1 600 km) da San Francisco.
La St. Louis-San Francisco Railway aveva due linee principali: St. Louis-Tulsa-Oklahoma City e Kansas City-Memphis-Birmingham. L'incrocio delle due linee si trovava a Springfield, Missouri, sede del negozio principale e del quartier generale dell'azienda. Altre linee erano:
- Springfield-Kansas City (tramite Clinton, Missouri)
- Monett, Missouri (Pierce City)-Wichita, Kansas
- Monett, Missouri-Hugo, Oklahoma-Paris, Texas
- St. Louis-River Junction, Arkansas (Memphis, Tennessee)
- Tulsa, Oklahoma-Dallas, Texas
- Tulsa, Oklahoma-Avard, Oklahoma
- Lakeside, Oklahoma-Hugo, Oklahoma-Hope, Arkansas.

Dal marzo 1917, fino al gennaio 1959, la Frisco, in una joint venture con la Missouri-Kansas-Texas Railroad, gestì il Texas Special. Questo lussuoso treno, uno streamliner del 1947, correva da St. Louis a Dallas, Texas, Ft. Worth, Texas e San Antonio, Texas.
La Frisco venne fusa all'interno della Burlington Northern Railroad il 21 novembre 1980.
La città di Frisco, Texas, prende il nome dalla ferrovia e utilizza il logo della ex ferrovia come stemma comunale. Lo stemma è modellato su una pelle di procione allungata (dando origine alla mascotte della Frisco High School, i Fighting Raccoons).